# 拉讷沃维尔-苏沙特努瓦
拉讷沃维尔-苏沙特努瓦（法語：La Neuveville-sous-Châtenois，法語發音：[la nœv.vil su ʃatnwa] ⓘ，意为“沙特努瓦下方的拉讷沃维尔”）是法国大东部大区孚日省的一个市镇，属于讷沙托区。该市镇2009年时的人口为377人。

## 人口
拉讷沃维尔-苏沙特努瓦人口变化图示
| 数据来源：INSEE |